# چای قربان‌چی
چای قربان‌چی (به لاتین: Çay Qurbançı) یک منطقه مسکونی در جمهوری آذربایجان است که در شهرستان قبوستان واقع شده است. چای قربان‌چی ۶۵ نفر جمعیت دارد.